# Aurelio Lucchini
Aurelio Lucchini (1910 – Montevideo, 7 aprile 1989) è stato un architetto e storico dell'architettura uruguaiano.
A Montevideo studiò architettura presso la Facoltà di Architettura, dell'Università della Repubblica (UdelaR) dell'Uruguay. Si dedicò all'insegnamento e alla ricerca presso l'Istituto di Storia dell'Architettura (IHA) dove fu direttore dell'Istituto dal 1946 al 1976. 
Fu influenzato dall'architetto Juan Giuria.
È stato Preside della Facoltà di Architettura. Autore di numerose opere sulla storia dell'architettura in Uruguay. Dal marzo 1983 ottenne la poltrona di accademico presso l'Accademia Nazionale di lettere dell'Uruguay che mantenne fino alla sua morte.

## Opere
- Cronología comparada de la historia del Uruguay 1830-1945, con Blanca Paris de Oddone, Carlos Real de Azúa, Otilia Muras, Arturo Ardao, Washington Buño, Lauro Ayestarán, e Susana Salgado; Montevideo, 1966.
- Ideas y formas en la arquitectura nacional. Colección Nuestra Tierra, Vol. 6, Montevideo, 1969.
- Julio Vilamajó. Su arquitectura, con Mariano Arana; FArq, IHA, Montevideo, 1970.
- El Concepto de Arquitectura y su traducción a formas en el territorio que hoy pertenece a Uruguay. Universidad de la República, Montevideo, 1986.